# Steve Stevens
Steve Stevens (født 5. maj 1959) er en amerikansk guitarist og sangskriver. Han er mest kendt for at have arbejdet sammen med musikere som Billy Idol.
I 1989 udsendte han et soloalbummet Atomic Playboys, med hittet af samme navn.